# 大萼杨桐
大萼杨桐（学名：Adinandra glischroloma var. macrosepala）为山茶科杨桐属下的一个变种。

## 扩展阅读
- 維基物種上的相關：大萼杨桐